# Ronald Evans
Ronald Evans (teljes neve Ronald Ellwin Evans) (St. Francis, Kansas, 1933. november 10. – Scottsdale, Arizona, 1990. április 7.) amerikai űrhajós.

## Életpálya
1956-ban a Kansas Egyetemen villamosmérnöki diplomát szerzett. 1957-től haditengerészeti repülőtiszt. 1964-ben repülőmérnöki vizsgát tett. Hat hónapot szolgált Vietnámban. Teljes repülési ideje 5100 óra, ebből 4600 óra sugárhajtású repülőgépekkel. 1966. április 4-től az 5. csoportban részesült űrhajóskiképzésben. 12 napot, 13 órát és 52 percet töltött a világűrben, ebből 1 órát és 5 percet űrsétával.1976-ban kivált a haditengerészetből, 1977. március 15-vel a NASA kötelékéből. Egy nagyvállalat alelnöke lett.

## Űrrepülések
- Apollo–7 küldetésnél kapcsolattartó,
- Apollo–11 küldetésnél kapcsolattartó,
- Apollo–14 tartalék személyzetének tagja, a parancsnoki egység pilótája,
- Apollo–17 az Apollo-program tizenegyedik emberes küldetése és a hatodik misszió, amely landolt a Holdon. A parancsnoki modul pilótája volt.
- 1975-ben a Szojuz–Apollo-program tartalék személyzetének tagja,